# Hotride
Hotride EP – drugi singel brytyjskiego zespołu The Prodigy promujący czwarty album studyjny Always Outnumbered, Never Outgunned. Został wydany 1 listopada 2004 roku przez XL Recordings w formie minialbumu. Utwór "Hotride" zawiera partie wokalne wykonywane przez Juliette Lewis, natomiast remiks utworu "El Batori Mix" zawiera dodatkowy wokal wykonywany przez oryginalnego członka the Prodigy, Keitha Flinta.

## Lista utworów
Hotride EP 12"
1. "Hotride" - 4:32
2. "Hotride" (El Batori Mix) - 4:44
3. "Girls" (Rex the Dog Remix) - 6:33
4. "Who U Foolin" - 3:40

Singel CD
1. "Hotride" - 4:32
2. "Who U Foolin" - 3:40
3. "Girls" (Rex the Dog Remix) - 6:33
4. "Hotride" (El Batori Mix) - 4:44

US Maxi-Single Promo
1. "Hotride" (Radio Edit) - 3:38
2. "Hotride" (El Batori Mix 3) - 4:44
3. "Hotride" (El Batori Mix 2) - 5:23
4. "Hotride" (El Batori Mix 1) - 4:55
5. "Hotride" - 4:36